# Instituto Politécnico de Kiev
El Instituto Politécnico de Kiev, oficialmente llamado Universidad Técnica Nacional de Ucrania «Instituto Politécnico de Kiev, nombrado en honor a Ígor Sikorsky» o  o NTUU «KPI» (en ucraniano: Національний технічний університет України «Київський політехнічний інститут імені Ігоря Сікорського» o НТУУ «КПІ»), es una universidad pública ubicada en Kiev, Ucrania. En mayo de 2015 el KPI se sitúa en el 3.er puesto en la clasificación de universidades ucranianas y en el puesto 524 en las universidades europeas.

## Historia
El instituto fue fundado en 1898 con el nombre de Instituto Politécnico de Kiev Emperador Alejandro II. En ese momento tenía cuatro departamentos: Mecánica, Química, Agricultura, e Ingeniería Civil. La primera inscripción constituyó 360 estudiantes. Los principales científicos rusos Dmitri Mendeléyev, Nikolái Zhukovski y Kliment Timiriázev proporcionaron una sustancial asistencia científica y organizativa en la fundación del instituto.
Víktor Kyrpychov fue el primer rector del KPI. Fue en gran parte debido a los esfuerzos de Kyrpychov que profesores tales como V.P. Yermakov, S.M. Reformatsky, M.I. Konoválov o Vladímir Zvorykin se convirtieron en miembros del primer profesorado del instituto.
En 1930, la Universidad Nacional de Kiev de Construcción y Arquitectura (KNUCA) se estableció sobre la base de la rama de fabricación y construcción comunitaria del Instituto Politécnico de Kiev (KPI) y de la facultad de arquitectura del Instituto de Arte de Kiev.

## Organización

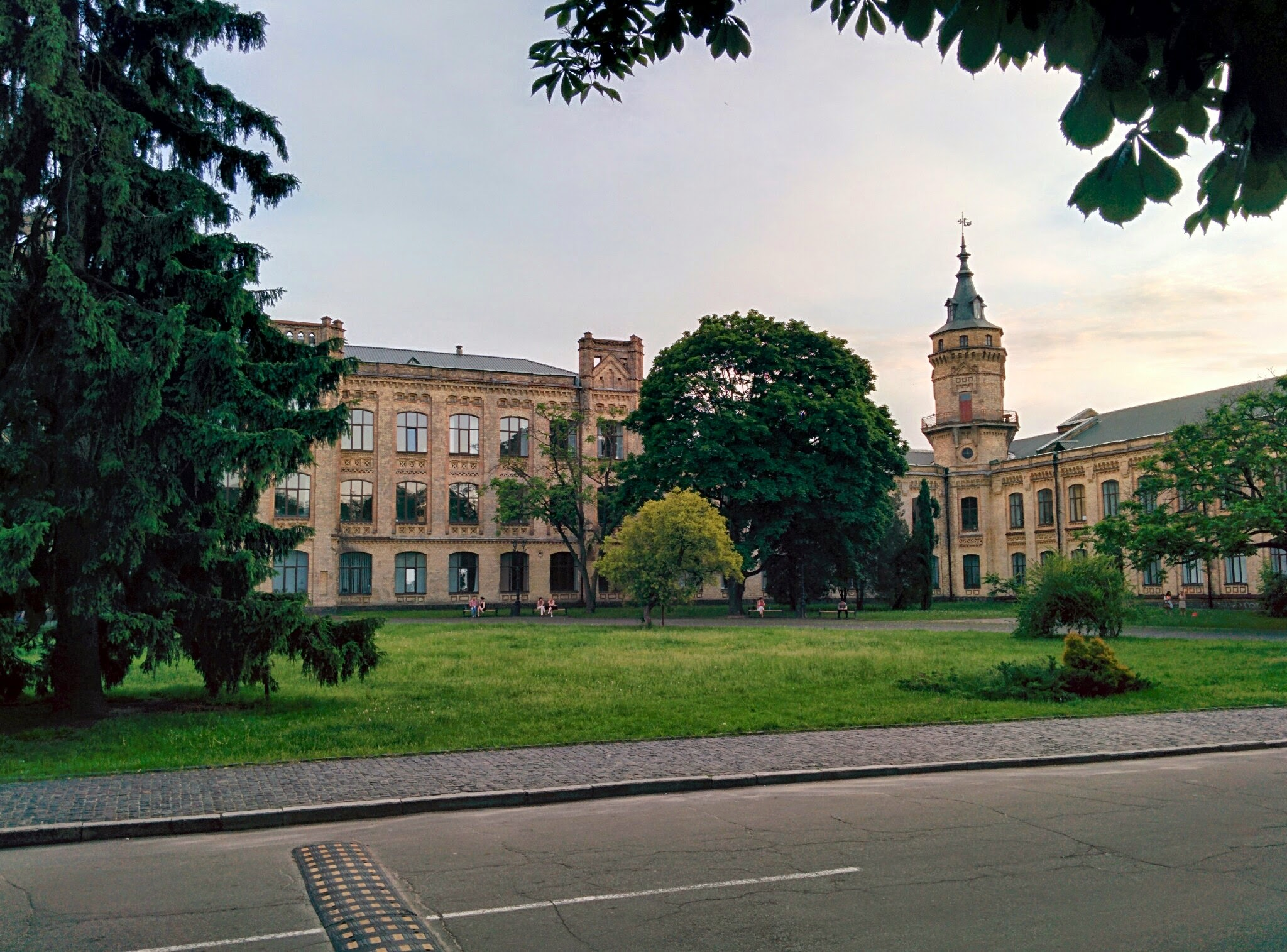
Edificio №1 del KPI en la actualidad.

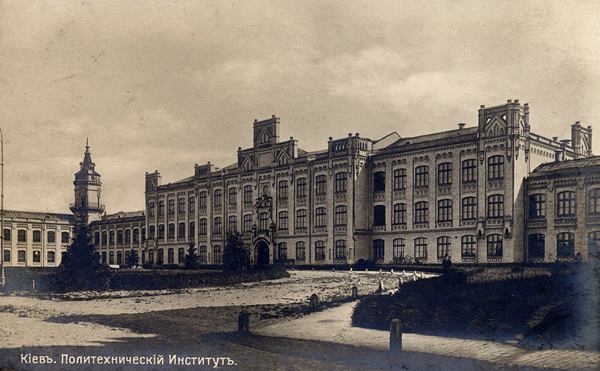
Edificio №1 del KPI a principios del (tarjeta postal rusa).

### Institutos
- Complejo Científico y Educativo "Instituto de Análisis de Sistemas Aplicados" - ESC "IASA" (asociado con EPAM Systems, SAP AG y SAS Institute)
- Instituto Educativo y de Investigación de Sistemas de Telecomunicación - ITS
- Instituto de Ahorro de la Energía y Gestión de la Energía - EEI
- Instituto de Comunicación Especial y Seguridad de la Información - ISIS
- Instituto de Mecánica y Construcción de Máquinas - MMI
- Instituto de Publicación e Impresión - VPI
- Instituto de Física e Ingeniería - PTI (asociado con Sun Microsystems e IBM)
- Instituto Interprofesional de Educación de Posgrado
- Instituto de Educación de Pre-admisión y Orientación Profesional

### Facultades
- Facultad de Soldadura - FS
- Facultad de Ingeniería Física - FIF
- Facultad de Ingeniería Química - FIQ
- Facultad de Ingeniería Biomédica - FIB
- Facultad de Ingeniería de Diseño e Instrumentación - FIDI
- Facultad de Ingeniería de Radio - FIR
- Facultad de Ingeniería de Centrales Termoeléctricas - FICT
- Facultad de Aviación y Sistemas Espaciales - FASE
- Facultad de Biotecnología y Biotécnica - FBB
- Facultad de Ingeniería de Sistemas de Potencia y Automatización - FISPA[6]
- Facultad de Electrónica - FE
- Facultad de Informática y Ciencias de la Computación - FICC
- Facultad de Lingüística - FL
- Facultad de Administración y Mercadeo - FAM
- Facultad de Sociología y Derecho - FSD
- Facultad de Matemáticas Aplicadas - FMA
- Facultad de Física y Matemáticas - FFM
- Facultad de Tecnología Química - FTQ

### Departamentos
- Aviación y Espacio
- Matemáticas Aplicadas[7] (asociado con Freescale)
- Biotecnología e Ingeniería Biomédica[8]
- Ingeniería Química
- Ingeniería de la Electricidad y la Energía
- Electrónica
- Ingeniería y Química
- Ingeniería y Física
- Ingeniería del Calor y la Energía (asociado con EPAM Systems)
- Ingeniería Informática y de Computadoras[9] (asociado con Cisco Systems)
- Creación de Instrumentos
- Facultad Ínter-universitaria de Ingeniería Médica (IMEF)
- Derecho
- Lingüística
- Gestión y Marketing
- Radio-ingeniería
- Educación Física y Deportes
- Física y Matemáticas
- Sociología
- Soldadura[10]

### Instalaciones

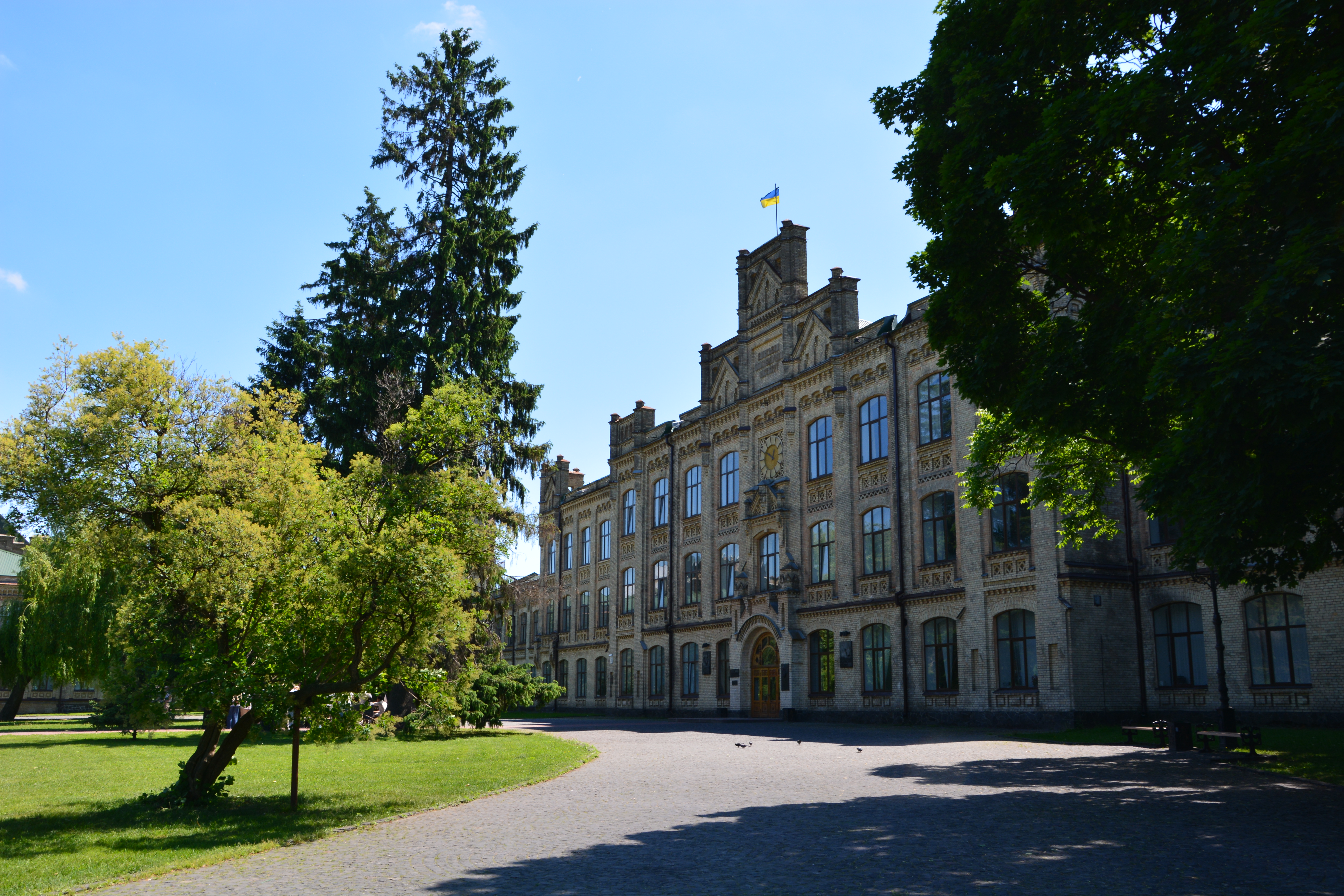
Acceso al edificio №1 del KPI.

El instituto tiene dos campus: el principal está ubicado en la ciudad de Kiev mientras que el secundario está en la ciudad de Slavútych. El campus de Kiev se encuentra cerca del centro de la ciudad, en un parque que tiene el mismo nombre que el instituto.
La mayoría de los 9.000 estudiantes no residentes en Kiev están alojados en 21 residencias, 3 de ellas para estudiantes casados. Las condiciones de vida en las residencias del instituto han sido objeto de numerosas quejas por parte de los estudiantes que, por lo general, se alojan en habitaciones de 18 m² y 4 personas por habitación.

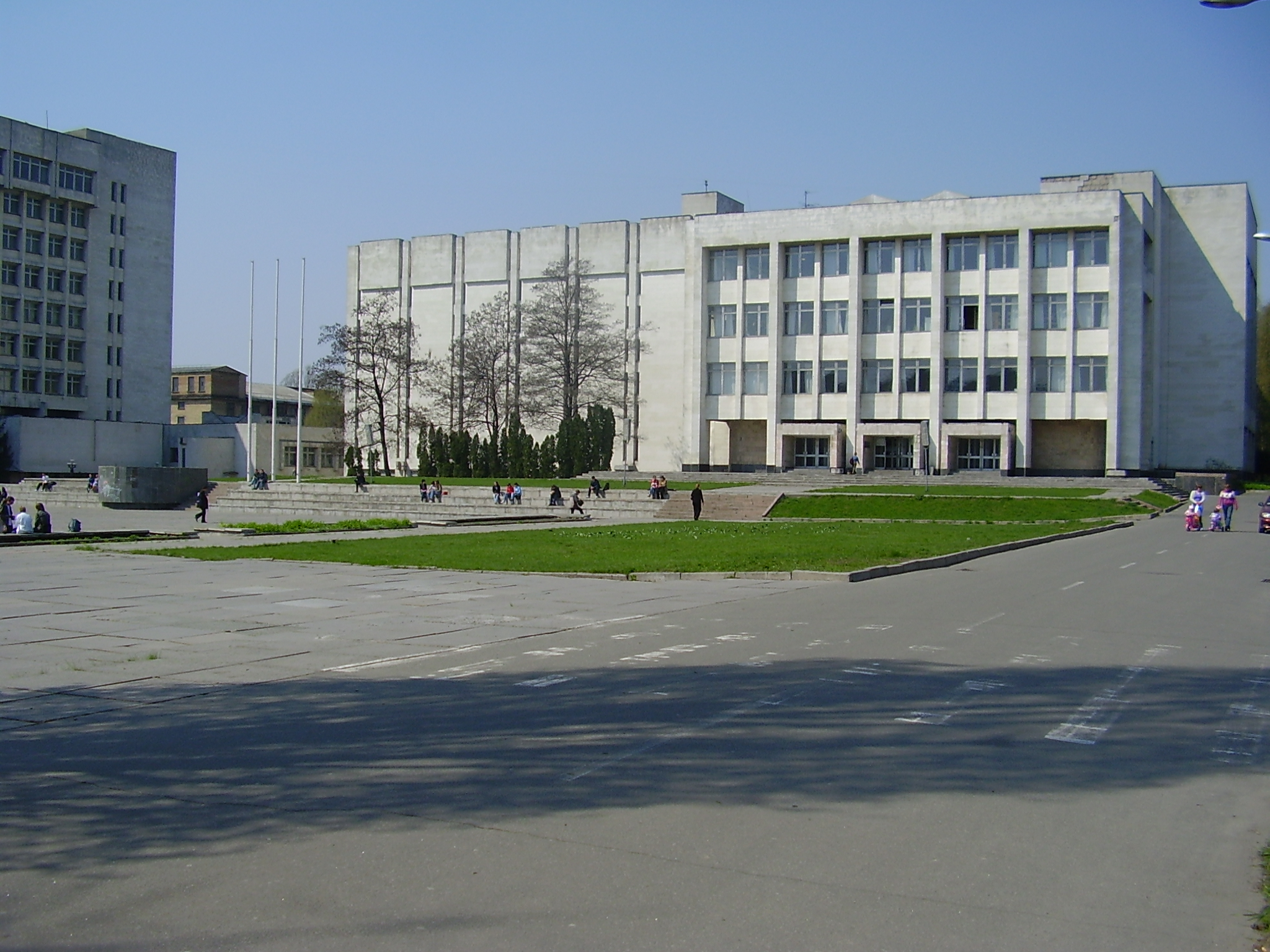
Biblioteca Técnica del KPI.

La Plaza del Conocimiento es el centro de todo el complejo del Instituto Politécnico de Kiev. Mide aproximadamente 105 x 100 metros y está conectada a una de las principales calles de la ciudad, la Avenida Peremoha (Avenida Victoria). Las concentraciones, festivales y ceremonias de graduación se llevan a cabo en dicha plaza.
El instituto cuenta con un departamento médico ambulatorio para empleados y estudiantes, así como con un salón de actos de 1.750 asientos inaugurado en agosto de 1984.
Existe además una variedad de instalaciones deportivas. Hay campos de entrenamiento y canchas de fútbol, voleibol y baloncesto a disposición de los estudiantes. Entre los estudiantes de este instituto se encuentran varios atletas valorados a nivel nacional.
Otros institutos se organizaron alrededor del KPI. Entre ellos se encuentran: el Instituto de Ingeniería Civil, el Instituto Tecnológico de la Luz y la Industria Alimentaria, el Instituto de Aviación Civil, el Instituto de Automoción y Construcción de Carreteras, el Instituto Agrícola (hoy en día la Academia Agrícola) y otros. Entre 1934 y 1944 el KPI era conocido como Instituto Industrial.

### Otros laboratorios y organizaciones
- Sociedad Científica de Estudiantes y Pos-graduados
- Laboratorio científico-industrial DIDAKTIK
- Cátedra UNESCO de Educación Técnica Superior, Análisis de Sistemas Aplicados e Informática
- Museo Politécnico Estatal
- Interclub de la Universidad
- Biblioteca de la Universidad

## Eponimia
El asteroide (6576) Kievtech descubierto en 1978, fue nombrado así en honor de esta institución.